# Galidictis
A Galidictis az emlősök (Mammalia) osztályába, a ragadozók (Carnivora) rendjébe és a  madagaszkári cibetmacskafélék (Eupleridae) családjába tartozó  egyik neme.

## Rendszerezés
A nembe az alábbi 2 faj tartozik:
- szélescsíkú mongúz vagy sávos mongúz (Galidictis fasciata)
- óriás szélescsíkos mongúz (Galidictis grandidieri)